# Tostatura (metallurgia)
L'arrostimento è un processo di riscaldamento ad alta temperatura di minerali costituiti da solfuri metallici in presenza di aria, ed è una fase della lavorazione di alcuni minerali. Più specificamente, l'arrostimento è un processo metallurgico che coinvolge reazioni gas-solido a temperature elevate con l'obiettivo di purificare i componenti metallici. Spesso il minerale è già stato parzialmente purificato prima dell'arrostimento, ad esempio per flottazione con schiuma. Il concentrato viene miscelato con altri materiali per facilitare il processo. La tecnologia ha una sua utilità, ma è anche una seria fonte di inquinamento atmosferico.
L'arrostimento consiste in reazioni termiche gas-solido, che possono includere ossidazione, riduzione, clorurazione, solfatazione e piroidrolisi. Nell'arrostimento, il minerale o il concentrato di minerale viene trattato con aria molto calda. Questo processo è generalmente applicato ai solfuri metallici. Durante l'arrostimento, il solfuro viene convertito a ossido e lo zolfo viene rilasciato come anidride solforosa gassosa. Per i minerali calcocite (Cu2S) e sfalerite (ZnS), le equazioni bilanciate per le reazioni che avvengono nell'arrostimento sono le seguenti:
{\displaystyle {\ce {2Cu2S \ + \ 3O2 -> 2Cu2O \ + \ 2SO2}}}
{\displaystyle {\ce {2ZnS \ + \ 3O2 -> 2ZnO \ + \ 2SO2}}}.
L'anidride solforosa (SO2) prodotta nell'arrostimento del solfuro viene spesso utilizzata per produrre acido solforico. Molti solfuri metallici contengono altri componenti come l'arsenico, che vengono rilasciati nell'ambiente.
Fino all'inizio del XX secolo, l'arrostimento era eseguito bruciando della legna sopra il minerale. Ciò aumenta la temperatura del minerale fino al punto in cui il suo contenuto di zolfo diventa la sua fonte di combustibile e a quel punto il processo di arrostimento può continuare senza fonti esterne di combustibile. Il primo arrostimento dei solfuri veniva praticato in questo modo in camini "a focolare aperto", i solfuri metallici venivano rimestati manualmente (una pratica chiamata rabble in inglese) utilizzando strumenti simili a rastrelli allo scopo di esporre all'ossigeno il minerale non ancora ossidato, in modo che la reazione possa procedere.
I processi di questo tipo hanno rilasciato grandi quantità di composti acidi, composti metallici tossici e altri rifiuti. Il risultato è costituito da aree che anche dopo 60-80 anni sono ancora in gran parte prive di vita, spesso esattamente corrispondenti all'area del letto di arrostimento, alcune delle quali sono larghe centinaia di metri per chilometri di lunghezza. L'arrostimento è un processo esotermico.

## Operazioni di arrostimento

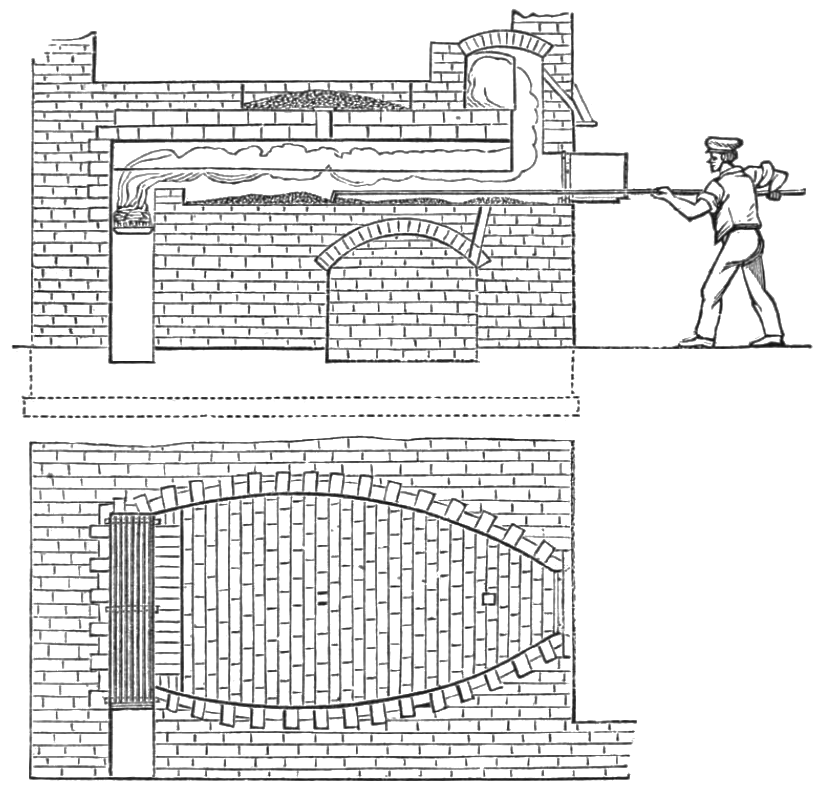
Un forno a riverbero per arrostire i minerali di stagno.

Di seguito sono descritte diverse forme di arrostimento.

### Arrostimento ossidante
L'arrostimento ossidante, il processo di arrostimento più comunemente praticato, comporta il riscaldamento del minerale in eccesso di aria o ossigeno, per bruciare o sostituire in tutto o in parte con l'ossigeno l'elemento indesiderato, generalmente lo zolfo. Per l'arrostimento del solfuro, la reazione generale può essere data da:
{\displaystyle {\ce {2MS(s) \ + \ 3O2(g) -> 2MO(s) \ + \ 2SO2(g)}}}
dove {\displaystyle \mathrm {M} } sta a indicare un elemento metallico. Arrostire il minerale fino alla rimozione quasi completa dello zolfo dal minerale è detto in inglese dead roast.

### Arrostimento volatilizzante
L'arrostimento volatilizzante comporta un'attenta ossidazione a temperature elevate dei minerali, per eliminare gli elementi indesiderati sotto forma dei loro ossidi volatili. Esempi di tali ossidi volatili includono ossido arsenioso As2O3, ossido di antimonio(III) (Sb2O3), ossido di zinco (ZnO) e ossidi di zolfo. È necessario un attento controllo del contenuto di ossigeno nell'arrostimento, poiché l'eccessiva ossidazione può dar luogo a ossidi non volatili.

### Arrostimento clorurante
L'arrostimento clorurante trasforma alcuni composti metallici in cloruri, tramite ossidazione o riduzione. Alcuni metalli come l'uranio, il titanio, il berillio e alcune terre rare vengono lavorati come cloruri. Alcune forme di arrostimento clorurante possono essere rappresentate dalle seguenti reazioni complessive:
{\displaystyle {\ce {2NaCl\ +\ MS\ +\ 2O2->Na2SO4\ +\ MCl2}}}
{\displaystyle {\ce {4NaCl\ +\ 2MO\ +\ S2\ +\ 3O2->2Na2SO4\ +\ 2MCl2}}}.
La prima reazione rappresenta la clorurazione di un solfuro metallico che implica una reazione esotermica. La seconda reazione, che coinvolge un ossido metallico, è facilitata dall'aggiunta di zolfo elementare. I carbonati metallici reagiscono in modo simile agli ossidi, dato che ad alta temperatura si decompongono a questi ultimi.

### Arrostimento solfatante
L'arrostimento solfatante opera con un flusso controllato d'aria per ossidare alcuni solfuri metallici in solfati, per poi consentire la lisciviazione del solfato per un'ulteriore lavorazione.

### Arrostimento magnetizzante
L'arrostimento magnetizzante è un arrostimento controllato del minerale che consenta di convertirlo in una forma magnetica, permettendo così una facile separazione e lavorazione nelle fasi successive. Ad esempio, la riduzione controllata dell'ematite (Fe2O3) non ferromagnetica, a magnetite (Fe3O4), che è ferromagnetica.

### Arrostimento riducente
L'arrostimento riducente riduce parzialmente un ossido minerale prima dell'effettivo processo di fusione.

### Arrostimento con sinterizzazione
L'arrostimento con sinterizzazione comporta il riscaldamento ad alte temperature di minerali in forma finemente suddivisa, dove avvengono l'ossidazione e l'agglomerazione dei minerali. Ad esempio, i minerali di solfuro di piombo sono sottoposti a arrostimento con sinterizzazione in un processo continuo dopo flottazione con schiuma per convertire i minerali fini in agglomerati lavorabili per ulteriori operazioni di fusione.